# Curzio Maltese

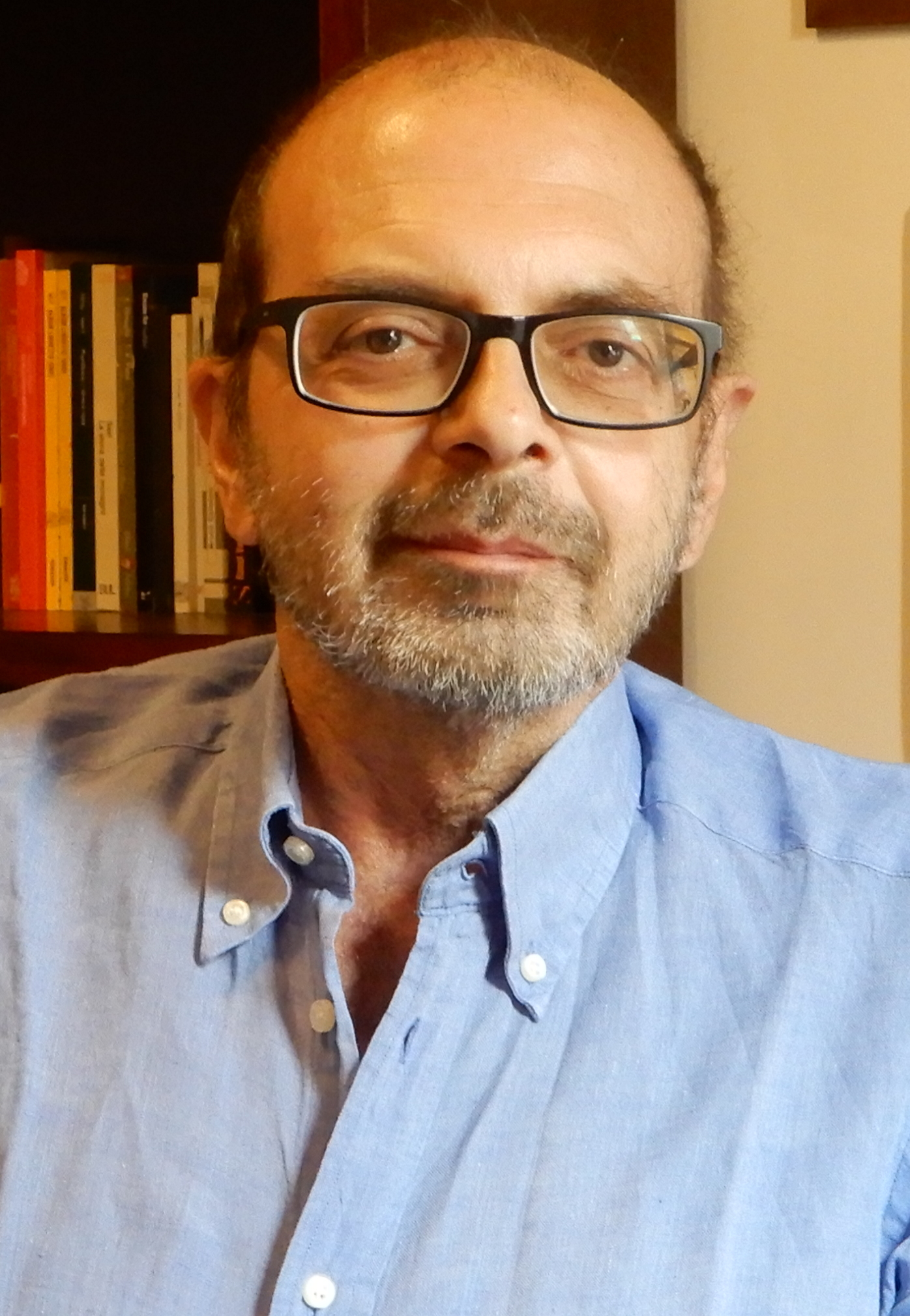
Curzio Maltese (2021)

Curzio Maltese (* 30. März 1959 in Mailand; † 26. Februar 2023) war ein italienischer Politiker der Sinistra Ecologia Libertà, Autor und Journalist.

## Leben
Maltese war von 2014 bis 2019 Abgeordneter im Europäischen Parlament. Dort war er Mitglied im Ausschuss für Kultur und Bildung und in der Delegation für die Beziehungen zu den Vereinigten Staaten.
Er schreibt unter anderem für die italienische Zeitung La Repubblica.

## Werke (Auswahl)
- 1994: Colpo grosso, con Pino Corrias e Massimo Gramellini, Mailand, Baldini & Castoldi, 1994. ISBN 88-85987-57-5
- Come ti sei ridotto. Modesta proposta di sopravvivenza al declino della nazione, Mailand, Feltrinelli, 2006. ISBN 88-07-84068-5
- I padroni delle città, Mailand, Feltrinelli, 2007. ISBN 978-88-07-17137-6
- La questua. Quanto costa la Chiesa agli italiani, Mailand, Feltrinelli, 2008. ISBN 978-88-07-17149-9
  - deutsch: Scheinheilige Geschäfte. Die Finanzen des Vatikans. Aus dem Ital. von Friederike Hausmann und Petra Kaiser. Kunstmann, München 2009, ISBN 978-3-88897-558-5
- La bolla. La pericolosa fine del sogno berlusconiano, Mailand, Feltrinelli, 2009. ISBN 978-88-07-17172-7
- Viaggio nella crisi della Lega, Rom, la Repubblica, 2012. ISBN 978-88-88-24108-1-EPUB